# Quercus ilex
Il leccio (Quercus ilex L., 1753), detto anche elce, è un albero sempreverde appartenente alla famiglia Fagaceae, diffuso nei paesi del bacino del Mediterraneo. In Italia è spontaneo nelle zone a clima più mite, dove è anche molto frequente nei giardini e nei viali cittadini.

## Morfologia

### Fusto
Il leccio è un albero sempreverde e latifoglie, con fusto raramente dritto, singolo o diviso alla base, di altezza fino a 20–24 m. Può assumere aspetto di cespuglio qualora cresca in ambienti rupestri. È molto longevo, potendo diventare plurisecolare, ma ha una crescita molto lenta.
La corteccia è liscia e grigia da giovane; col tempo diventa dura e scura quasi nerastra, finemente screpolata in piccole placche persistenti di forma quasi quadrata. I giovani rami dell'anno sono pubescenti e grigi, ma dopo poco tempo diventano glabri e grigio-verdastri. Le gemme sono piccole, tomentose, arrotondate con poche perule.

### Foglie

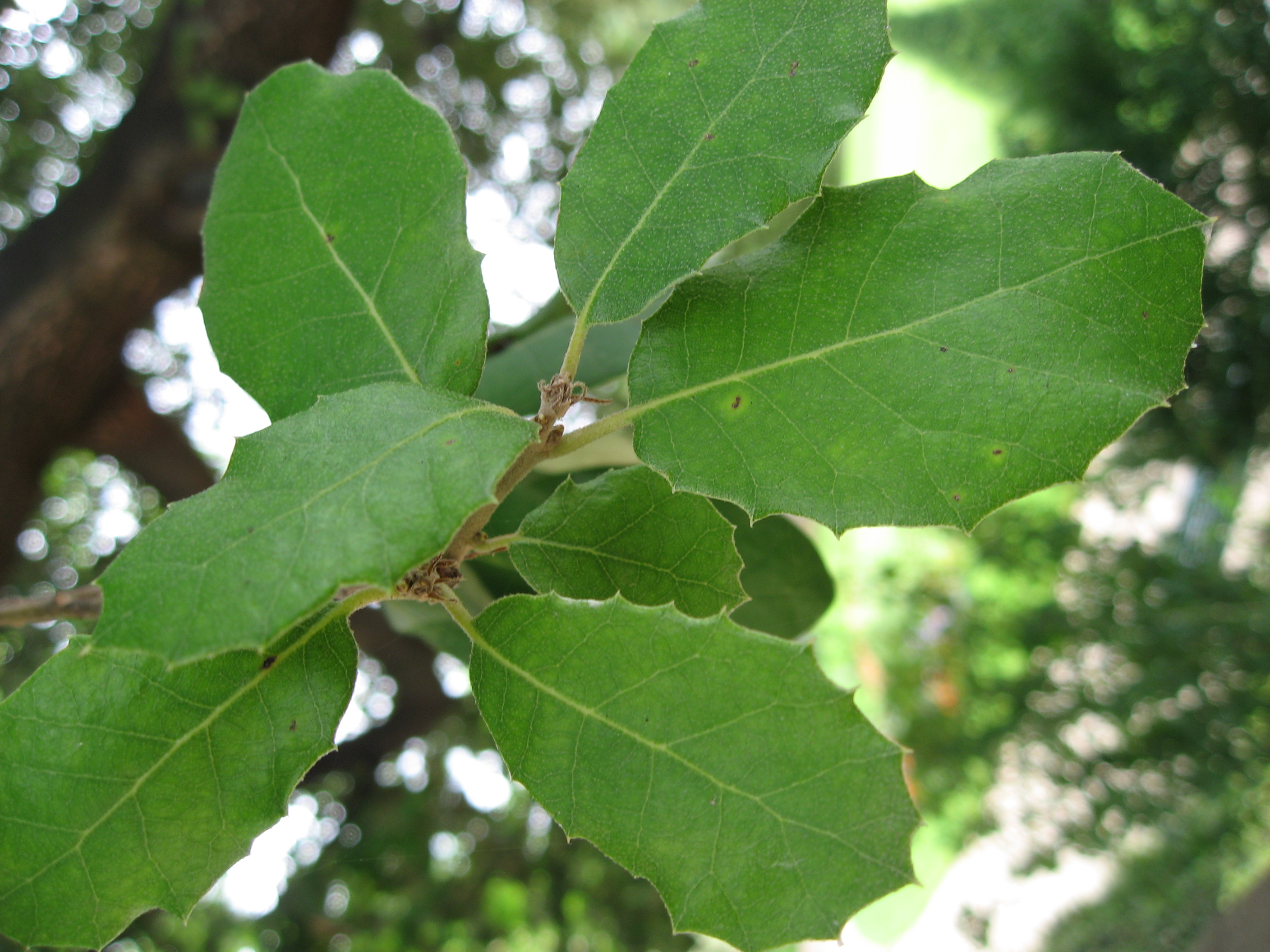
Foglie

Le foglie sono semplici, a lamina coriacea a margine intero o dentato, molto variabile nella forma che va da lanceolata ad ellittica (rotondeggiante nella sottospecie rotundifolia); la base è cuneata o arrotondata. La pagina superiore è verde scuro e lucida, la inferiore grigiastra e marcatamente tomentosa.
Sono lunghe 3–8 cm, e larghe 1-3,5 cm.
La nervatura centrale è dritta e sono presenti 7 - 11 paia di nervature laterali.
La pubescenza sulla pagina inferiore è simile a quella della Quercus suber con tricomi che nascondono gli stomi. Questi ultimi sono rotondeggianti. Le foglie restano sulla pianta 2-3 anni. Il picciolo è breve, peloso, provvisto di stipole marroncine, lineari e presto caduche.
Sono presenti due tipi di foglie (eterofillia): quelle apicali e quelle degli esemplari giovani sono ovaleggianti, con denti mucronati o spinescenti, con pubescenza della pagina inferiore ridotta, e qualche tricoma anche sulla pagina superiore. Le foglie delle plantule sono pelosissime, quasi bianche alla germogliazione, poi diventano glabrescenti, ma il giovane fusticino continua ad essere fittamente pubescente.

### Fiori

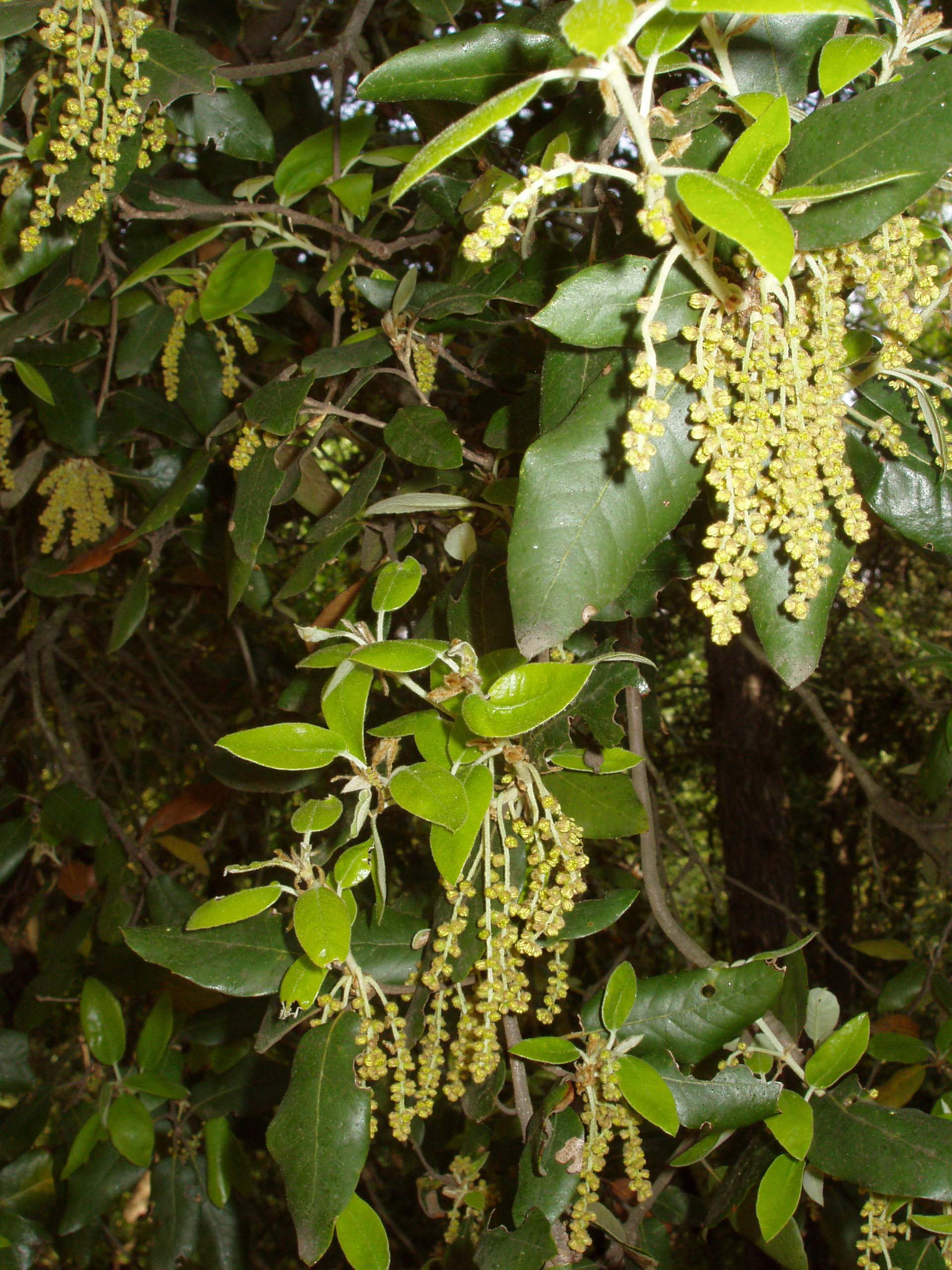
Infiorescenza maschile

La pianta inizia a produrre i fiori intorno ai 10 anni d'età, unisessuali, perciò la pianta è detta monoica. I fiori maschili sono riuniti in amenti penduli, cilindrici e pubescenti, hanno perianzio con 6 lobi e 6-8 stami. I fiori femminili sono in spighe peduncolate composte da 6-7 fiori, ogni fiore ha perianzio esalobato e 3-4 stigmi. Gli amenti maschili sono lunghi 5–7 cm e sono portati alla base dei rami dell'anno. La fioritura avviene nella tarda primavera, da aprile a giugno, periodo di intensa attività proliferativa degli insetti impollinatori, che amano particolarmente il polline anemofilo del leccio.

### Frutti

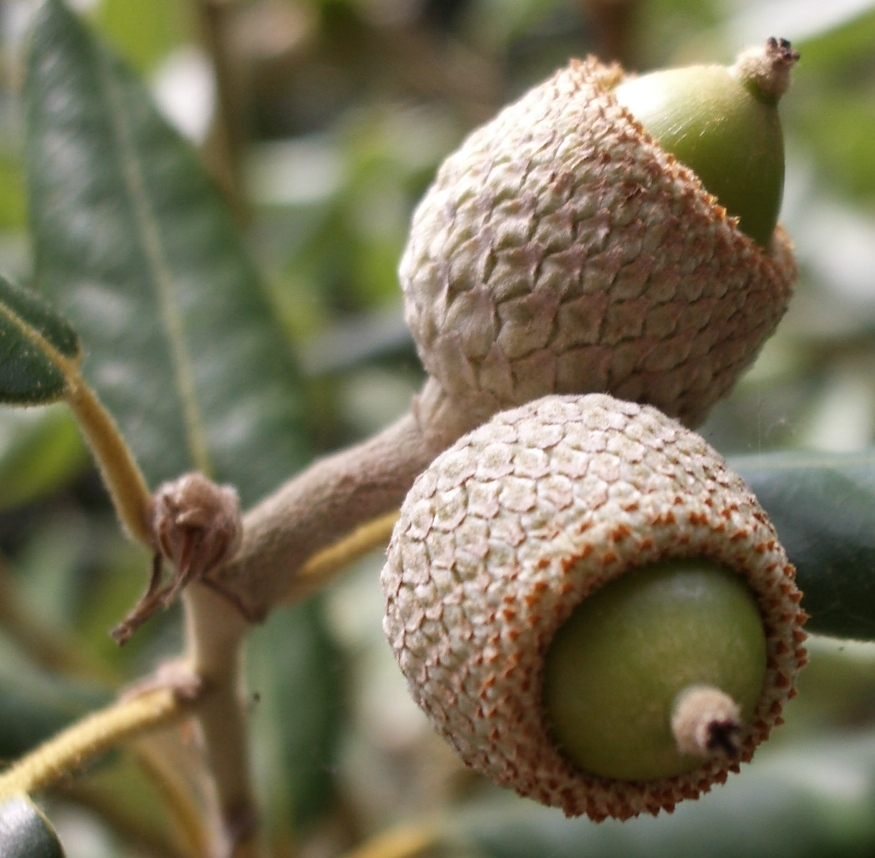
Ghiande

I frutti sono delle ghiande, dette lecce, portate singole o in gruppi di 2-5, su un peduncolo lungo circa 10–15 mm (eccezionalmente anche 40 mm).
Le dimensioni variano da 1,5 a 3 cm di lunghezza, per 1-1,5 cm di diametro.
Sono di colore castano scuro a maturazione, con striature più evidenti.
All'apice di ogni ghianda è presente un robusto mucrone.
Le ghiande sono coperte per un terzo o metà della loro lunghezza da una cupola provvista di squame ben distinte, con punte libere ma non divergenti. 
Maturano nello stesso anno della fioritura, in autunno.

### Radici
L'apparato radicale è robusto, fittonante, si sviluppa già dai primi anni di vita e può penetrare per diversi metri nel terreno. Questo comporta una notevole resistenza alla siccità (la pianta va a trovare l'acqua in profondità), ma anche problemi di trapianto, che questa specie sopporta male. Come molte piante resistenti alla siccità, mal tollera l'asfissia radicale. Le radici laterali possono essere anch'esse molto robuste e spesso emettono polloni.

### Legno
Il legno è a porosità diffusa, il durame è di colore rossiccio e l'alburno è di colore chiaro.
Si tratta di un legno duro, compatto e pesante, soggetto ad imbarcarsi, difficile da lavorare e da stagionare. È utilizzato soprattutto come combustibile e per la produzione di carbone vegetale.
Il legno del leccio è tra i più tannici che si conoscano. I tannini sono sostanze chimiche amare disinfettanti, di colore scuro. Quando nel legno fresco appena tagliato di leccio si conficca un chiodo in ferro, dopo qualche ora è possibile notare una piccola chiazza blu che circonda il chiodo. Quest'anello è un viraggio del legno dovuto alla reazione dei tannini con il ferro ed è un fenomeno tipico di questa ed altre piante tanniche.

## Sottospecie
Esistono due sottospecie:
- Quercus ilex subsp. ilex. Nativa nell'area che va dall'est della penisola iberica alla Costa Azzurra fino alla Grecia. Foglie assai vicine; ghiande lunghe 2 cm, dal sapore dolciastro.
- Quercus ilex subsp. rotundifolia (syn. Q. rotundifolia, Q. ballota). Nativa nell'area che va dal sud della penisola iberica al nordovest dell'Africa. Foglie rade; ghiande lunghe 2.5 cm, dal sapore amarognolo.

## Distribuzione e habitat
Il leccio cresce lungo tutto il bacino del Mediterraneo, mancando solo in Egitto (in Libia è stato probabilmente introdotto dall'uomo).
La specie è comunque maggiormente diffusa nel settore occidentale, soprattutto in Algeria e Marocco, in tutta la Penisola Iberica (dove costituisce uno dei componenti principali della dehesa), nella Francia mediterranea e in Italia, dove forma boschi puri anche di notevoli dimensioni.
Nel settore orientale, a partire dai Balcani, invece, si trova in boschi misti ad altre essenze forestali, spesso ben distanti tra loro, e solo in stazioni con un'adeguata umidità. Si trova, sempre consociato, anche lungo le coste turche del Mar Nero. In Italia è diffuso soprattutto nelle isole e lungo le coste liguri, tirreniche e ioniche. Sul versante adriatico i popolamenti sono più sporadici e disgiunti (tranne che in Puglia, Abruzzo e Marche). Piccole popolamenti sono presenti anche sulle Prealpi lungo le coste dei laghi, sui Colli Euganei, in Friuli-Venezia Giulia, in Romagna fino al Bolognese-Imolese e nel Bosco della Mesola nel ferrarese.
Il leccio è uno dei rappresentanti più tipici e importanti dei querceti sempreverdi mediterranei, ed è il rappresentante caratteristico del Quercetum ilicis, la vegetazione cioè della fascia mediterranea temperata. Per quanto riguarda il terreno questa specie non ha particolari esigenze. Preferisce però terreni non troppo umidi, con un buon drenaggio. Ha una crescita maggiore in terreni vulcanici e nelle zone costiere, mentre in terreni rocciosi calcarei ha una crescita minore. In zone più umide dell'entroterra ha una crescita stentata ed è sopraffatto spesso da specie più adatte.

## Selvicoltura
L'impiego quasi esclusivo dei boschi di leccio è il governo a ceduo per legna da ardere. Non presenta problemi di rinnovazione per seme, anche vista la tolleranza all'ombra degli esemplari giovani. Il miele ottenuto dalla melata presenta proprietà astringenti ed è ricco di ferro, e le api bottinano anche sui fiori per il polline.

## Alberi monumentali d'Italia
Fra gli alberi monumentali d'Italia si annoverano anche molti lecci, tutti fra i 15 e i 20 metri di altezza e con tronchi di circonferenza fra i 4 e i 5 metri. Tra i maggiori e più antichi si annovera il cosiddetto Ilici di Carrinu (leccio di Carlino) nel territorio di Zafferana Etnea alto 25 metri, con una fronda che raggiunge i 30 metri di diametro, la cui età è stimata intorno ai 700 anni.

## Influenza nella toponomastica
La città di Lecce, secondo un'etimologia popolare prenderebbe il suo nome proprio dal leccio: nel suo stemma compare un albero assieme ad una lupa (che ricorda il nome latino della città: Lupiae). In realtà Lecce è l'esito locale di Lupiae, attraverso passaggi fonetici quali Luppia (nella Tavola Peutingeriana), Lypiae, Lyciae, Liccia, Liccem (in latino medievale), *Licce.
Al contrario, è proprio l'elce che dà il nome ai paesi di Elcito ed Elice in Abruzzo. Il Monte Ilice, un antico cratere laterale dell'Etna in provincia di Catania, ossequiato da Storia di una capinera, deve il nome ad un fitto bosco di lecci ("ilici" in siciliano) presente ancora all'interno della conca del cratere. Il paese di Leccio, frazione di Reggello in provincia di Firenze, prende il nome dal cospicuo bosco di Quercus ilex che vi si trova.
Monte Grondilice, vetta delle Alpi Apuane, in Toscana tra la Provincia di Lucca e la Provincia di Massa-Carrara.
A Santu Lussurgiu in Sardegna, più particolarmente nella zona del Montiferru, si trova la sorgente di Eliches Buttiosos (pronuncia "èlighes uttiósos" = lecci gocciolanti). A circa 1000 metri di altitudine sgorga una sorgente perenne dalle radici di due antichi lecci.

## Mito e simbologia[8]
Il leccio fu nelle civiltà greche e italiche antiche un albero dotato di rilevante valore sacro. Valore che fu positivo nel periodo arcaico di entrambe le civiltà, per poi assumerne lentamente uno sempre più negativo nello scorrere della storia di Roma fino a contornarsi di un'aura quasi funesta (così come in Grecia fu successivamente consacrato alla dea Ecate). Il suo significato simbolico è stato rivalutato solo nel medioevo.
Il greco Pausania descrive un bosco sacro a Era dove lecci e olivi crescevano dalle stesse radici. Ovidio narra invece che nell'Età dell'oro le anime immortali sotto forma di api si posavano sugli amenti del leccio da cui scendeva il miele. Secondo un mito dell'antica Roma nel lecceto alla base dell'Aventino viveva Egeria, la ninfa ispiratrice di re Numa Pompilio.
Plinio il Vecchio riporta che con i rami di leccio si facessero le prime corone civiche, sostituito poi da altre querce, come il rovere. Sempre secondo Plinio sul Vaticano si levava il leccio più antico della città, già oggetto di venerazione religiosa da tempi più antichi tanto che su quest'albero era un'iscrizione su bronzo in caratteri etruschi. Scrive inoltre Plinio che: "Anche i Tiburtini hanno un'origine molto anteriore a quella di Roma: nel loro territorio esistono tre lecci ancora più antichi di Tiburno, fondatore della città, che secondo la tradizione fu consacrato vicino ad essi."
Sembra infatti che il leccio fosse albero oracolare per i fulgorales a causa della sua predisposizione ad essere colpito dai fulmini, con il tempo però assume una accezione non positiva come albero accomunato a oracoli negativi. Seneca lo considerava un albero triste, tutto scuro com'è. 
Anche nel cristianesimo esistono dei simbolismi per questa pianta. Nelle isole ioniche una leggenda (raccolta dal poeta Aristotelis Valaoritis nel XIX Secolo) vuole che il leccio fu l'unico albero che acconsentì a prestare il proprio legno per la costruzione della croce; per questo i boscaioli delle isole di Acarnania e di Santa Maura temevano di contaminare l'ascia toccando "l'albero maledetto". Tuttavia nei Detti del beato Egidio – il terzo compagno di San Francesco – il buon nome del leccio viene difeso quando si riferisce che il Cristo lo predilige perché fu l'unico albero a capire che il suo sacrificio era necessario, così come quello del Salvatore stesso, per contribuire alla Redenzione. E proprio sotto il leccio il Signore appariva spesso a Egidio.

## Curiosità
- Sulla sommità della Torre Guinigi a Lucca, sono presenti sette piante di leccio. Sebbene non si sappia con precisione quando siano stati piantati questi alberi, esistono testimonianze molto antiche[antiche quanto? quali testimonianze?] che descrivono questo giardino pensile.
- Il Bosco di Lecci, foresta fittizia presente in Pokémon Oro e Argento e negli omonimi Pokémon Oro HeartGold e Argento SoulSilver, prende il nome dal suddetto albero. Nelle versioni inglesi, questo riferimento viene reso più evidente (Ilex Forest).
- Nel  romanzo Il barone rampante di Italo Calvino, il protagonista Cosimo Piovasco di Rondò decide di salire su un elce, o appunto un leccio, e di non scenderne più, passando sugli alberi tutta la sua vita.

## Galleria d'immagini

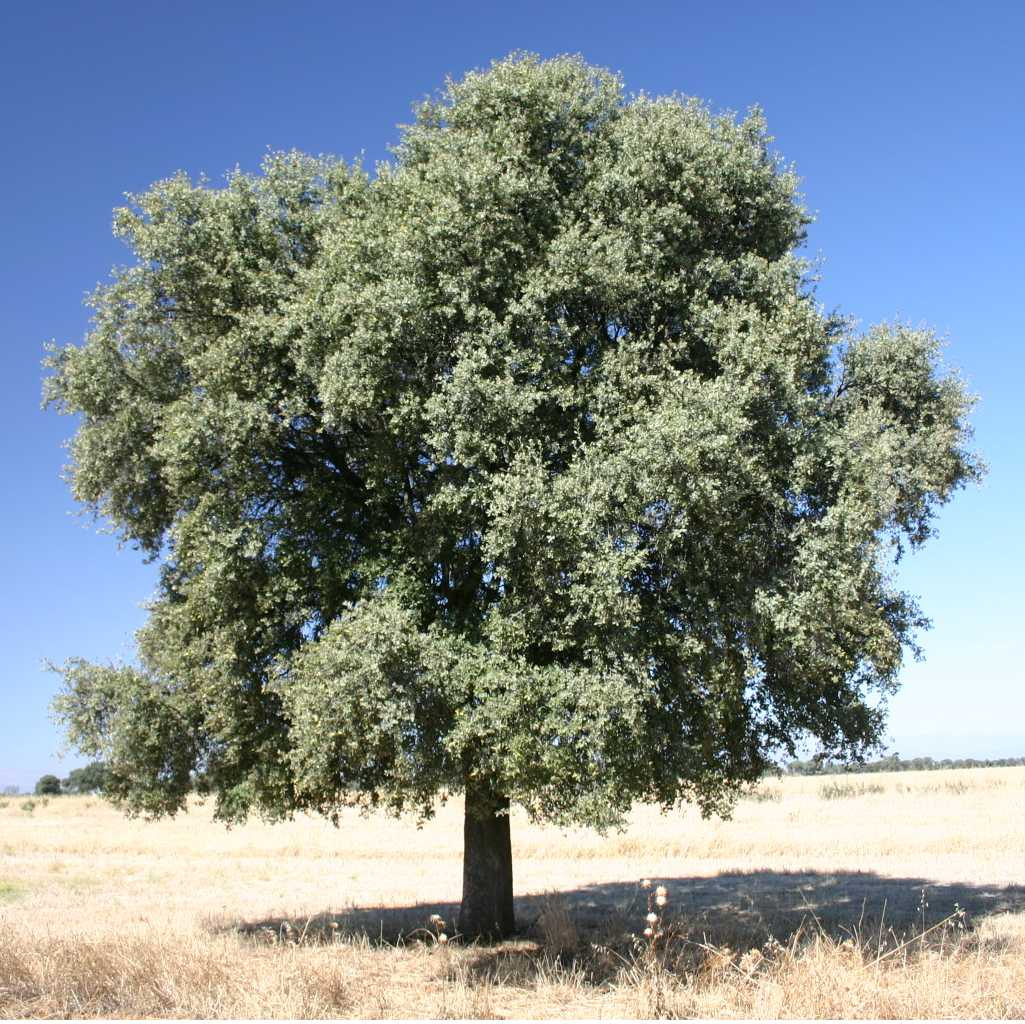
Portamento
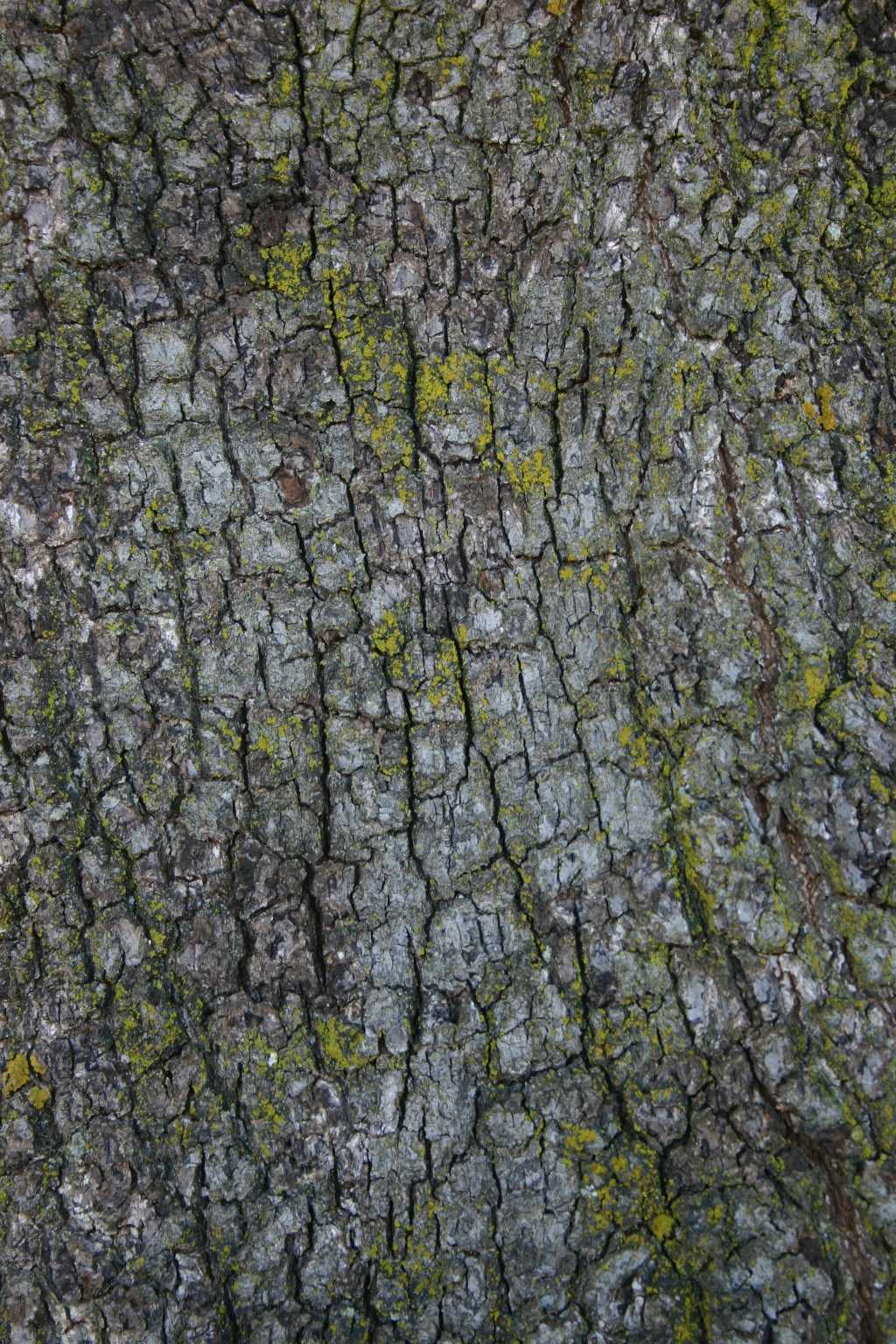
Corteccia
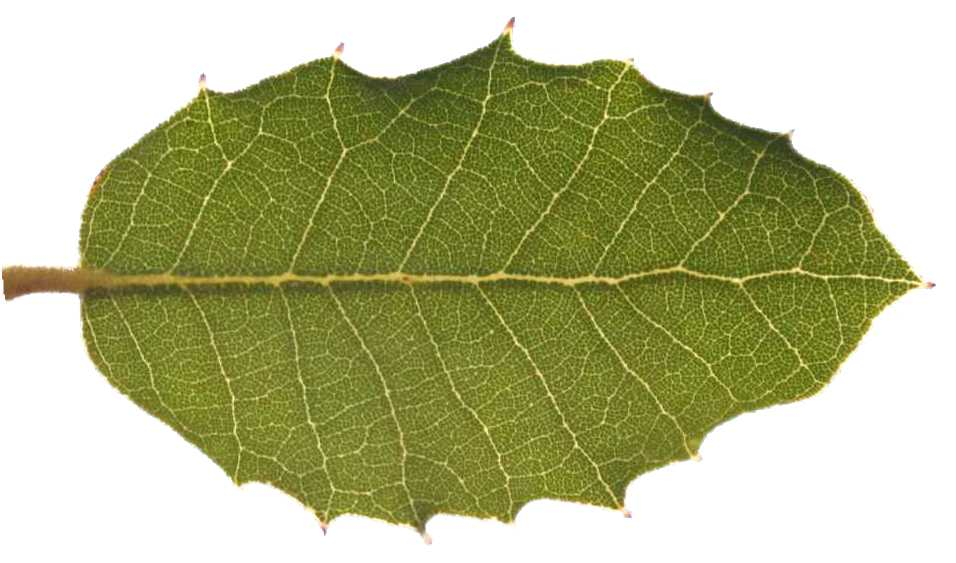
Foglia
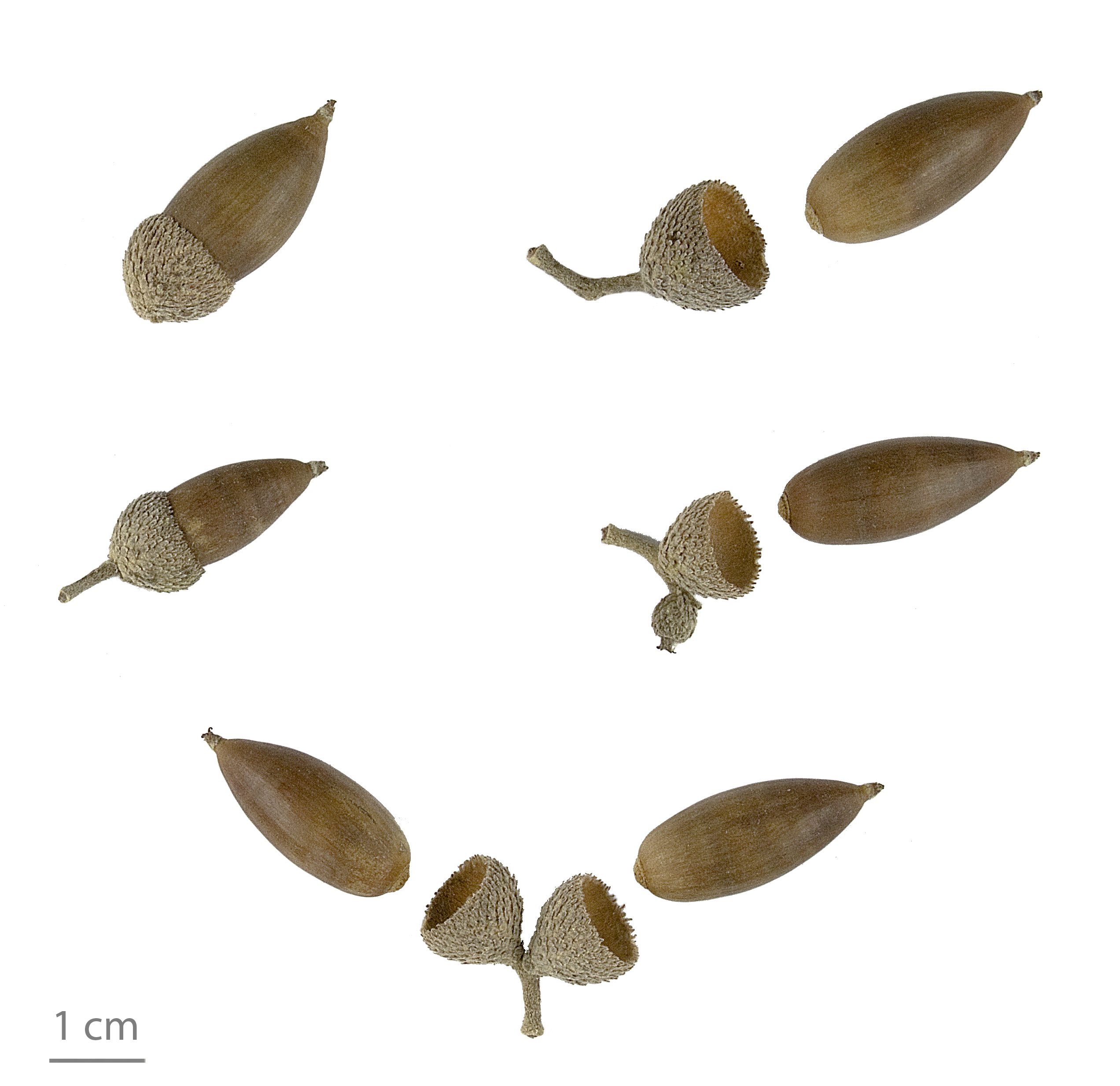
Ghiande
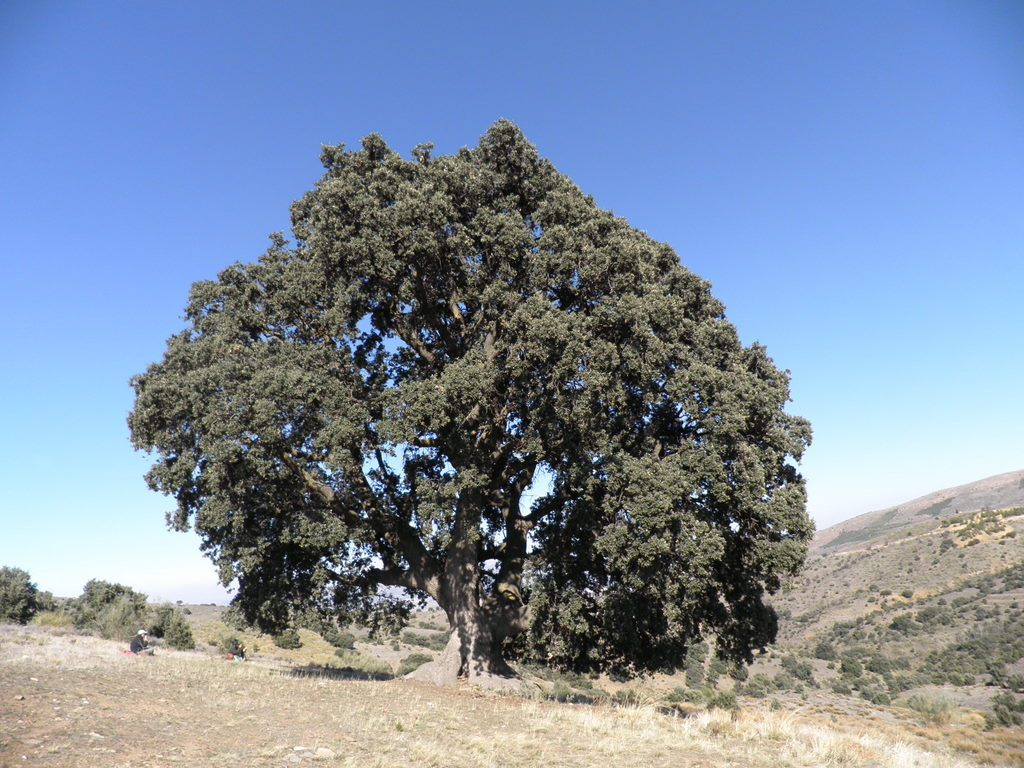
Leccio millenario spagnolo nella Sierra de los Filabres